# タコス

盛り付けられた3種類のタコス。左から時計回りに、カルニータス（豚肉の蒸し煮）のタコス、カルネ・アサーダ（牛肉のサイコロステーキ）のタコス、アル・パストール（豚肉の回転焼き）のタコス。

タコスまたはタコ（スペイン語単数形：taco）は、メキシコ料理やテクス・メクス料理、ニューメキシコ料理の軽食である。日本語では複数形tacosに由来する「タコス」のほうが一般的である。

## バリエーション

### メキシコのタコス
メキシコを代表する料理のひとつで、メキシコ人の主食であるトウモロコシのトルティーヤで様々な具を包んで食べる、まさに国民食と言えるものである。"taco"という単語その物が「軽食」を意味する。 
タコスを専門とする飲食店をスペイン語でタケリア（taqueria）という。

#### 調理法
石灰水処理したトウモロコシをすりつぶして作る生地（トルティーヤ・マサ）を薄くのばしてコマルや鉄板で焼いたトルティーヤに具を盛り、好みでライムの汁をしぼってかけたり、サルサをかけて食べる。北部メキシコではトウモロコシの代わりに小麦粉のトルティーヤが使われることもある。
具は多岐にわたる。主に「カルネ・アサーダ」という牛肉の小さめのサイコロ・ステーキや、「カルニータス」という蒸し煮にした豚肉を細長く引き裂いた肉の上に、刻んだ玉葱、シラントロなどが盛られる。牛タンの煮込み、ウシの脳、臓物の塩焼き、ブタの頭、鶏肉、羊肉やヤギ肉、豚肉を薄くスライスしてドネルケバブのように回転させながら焼いた「アル・パストール」（この調理法はレバノンからの移民がもたらしたものとされる）、バルバコア、チョリソなど、具の種類は無数に存在する。肉類以外にもエビ、フリホレス・レフリトスやチーズ、キノコ、ノパル（nopal、ウチワサボテンの若い茎節）、カラバシータ（calabacita）というズッキーニに似た瓜の雌花なども使われる。
具の内容には地域色が出ることがあり、例えばバハ・カリフォルニアを起源とするタコス・デ・ペスカード（フィッシュ・タコス）では、白身魚のフライなどが使われ、薬味としてキャベツの千切り、ピコ・デ・ガヨならびにサワークリームまたはシトラス・マヨネーズソースが使われる。カリフォルニアではフィッシュ・タコスがしばしば屋台で販売されており、上にキャベツが乗ってコールスロードレッシングがかかっているのが特徴である。昆虫食の盛んな地域では、昆虫を具にすることもある。
食べる時間帯によって具の内容が変わるとも言われ、例えば朝には鶏卵とジャガイモ、チチャロン（揚げた豚の皮）のサルサ煮込みタコスなどが好まれる。

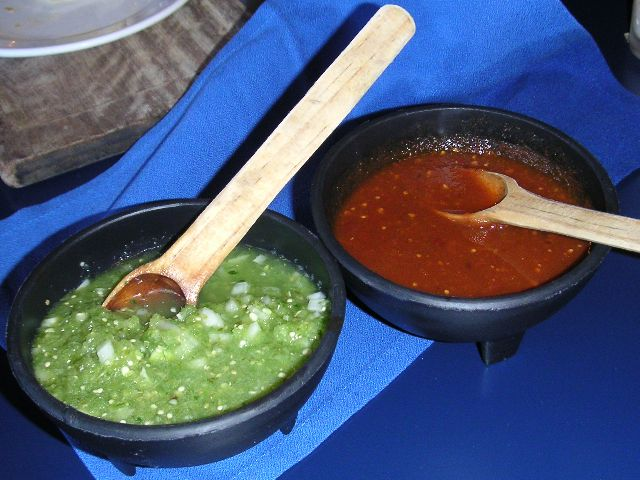
サルサの代表格、緑サルサ（左）と赤サルサ（右）

サルサはチリベースが一般的だが、他にもアボカドを使ったワカモレや、バハ・カリフォルニアではマヨネーズを牛乳でのばしたものなどがある。
フルサービスレストランや家庭内の場合、焼き立てのものを乾燥を防ぐために布でくるんだトルティーヤと具を盛った皿、サルサを入れた器が別々にテーブルに運ばれ、食べる人が自分の好みでトルティーヤに具を挟んで食べることが多い。屋台もしくは簡易タケリーアでは主な具をトルティーヤに載せて提供することが多い。店によってはサラダバー式にさまざまなサルサや薬味を自分で選べるようになっているところもある。前述の刻み玉葱とシラントロ以外では、キュウリのぶつ切りや輪切り、焼きハラペーニョ、焼きネギ（青ネギの一種）、ハツカダイコン、ライムなどが好まれる。
具をトルティーヤで筒状に巻き、具やサルサがこぼれないようにトルティーヤの端を小指などでうまく押さえて食べるのがコツである。
メキシコ中央部と南部では、ブリートをタコ・デ・アリナ（taco de harina、「小麦粉のタコ」）と呼ぶことがある。

### アメリカのタコス
現在のアメリカで一般的に「タコス」と称されているものは、1940年代の後半に発明されたハードタコ（Hard taco / Hard-shell tacos）である場合が多い。
ハードタコはトルティーヤをU字型に折り曲げ、トスターダのように油で揚げた硬いタコシェル（taco shell）に味をつけて炒めた牛挽肉、レタスの細切り、トマト、おろしチーズを隙間に詰めて食べる。タコシェルは大量生産の既製品が普及しており、アメリカの至るところで食べることができる非常にポピュラーな料理であるが、ピザなどと同様にアメリカ料理のひとつとして定着しているために本場のタコとアメリカ生まれのタコが異なることを認識していないアメリカ人も多い。スーパーマーケットでは、タコシェルと肉用の調味料、サルサをセットにしたタコキットを買うことができる。
また、ハードタコに呼応する形で広まったソフトタコ（soft taco）は、ブリートなどに用いられる小麦粉のトルティーヤ（フラワー・トルティーヤ）にハードタコと同じ具を包んで食べる。北米では一般にコーン・トルティーヤはハードシェル、フラワー・トルティーヤはソフトシェルと認識されている。ソフトタコはブレックファスト・タコとしてタコ店以外のレストランやファストフードチェーン店のメニューにもみられ、スクランブルエッグやベーコン、ハムなどメキシコではあまり用いられないアングロアメリカ定番の朝食の具材と組み合わせられることもある。
メキシコ生まれの移民が経営するレストランでも、アメリカ式タコを提供しないと経営的に成り立たなかったこともあり、本場のタコを提供せずに、ハードタコが「本格メキシコ料理」と称してメニューに並べられたことも少なくなかった。しかし、メキシコからの移民が増加し彼らの経済的、社会的影響力が増すと、本場のタコの需要が生まれ、具の多様性ではメキシコに及ばないもののメキシコで提供されるタコと大差ないものがアメリカ国内でも味わえるようになってきている。
タコのバリエーションとして、水分を多めにしたトルティーヤ・マサを薄く伸ばして高温の油で揚げてふくらませたパフィ・タコ（puffy taco）や、アメリカインディアンの薄い揚げパン、フライブレッドにタコの具をのせたインディアン・タコ（ナバホ・タコ）などがある。インディアン・タコは、しばしばパウワウなどインディアンの文化に関連した催し物の会場で食べることができる。また、カリフォルニア州では昔から、直径15cmくらいのトウモロコシのトルティーヤを揚げ、肉（牛挽肉、細かく裂いた牛肉、鶏肉、豚肉など）、チーズ、レタスとトマトなどを詰めたカリフォルニア・タコが食べられていた。トルティーヤで肉を包んでからタコスを揚げることもある。カリフォルニアのスーパーマーケットでは、よくカリフォルニア・タコ用の大きめのトルティーヤが売られている。
また、アメリカ合衆国でタコスから派生した料理に、器型に成形して揚げたフラワー・トルティーヤにレタス、トマト、タコミート、フリホレス、サワークリーム、チーズを盛りつけたタコサラダがある。

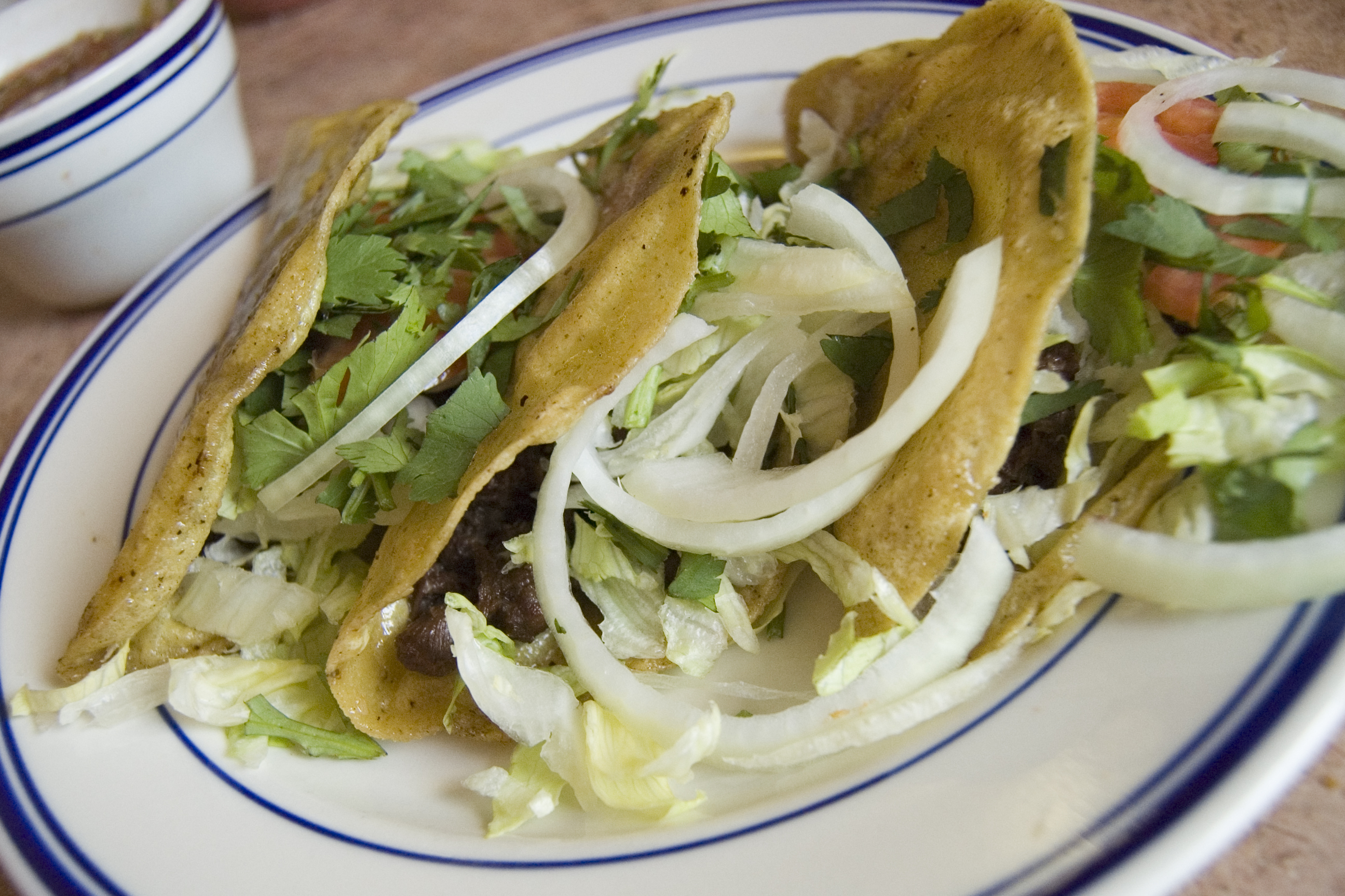
テクス・メクス風のタコス
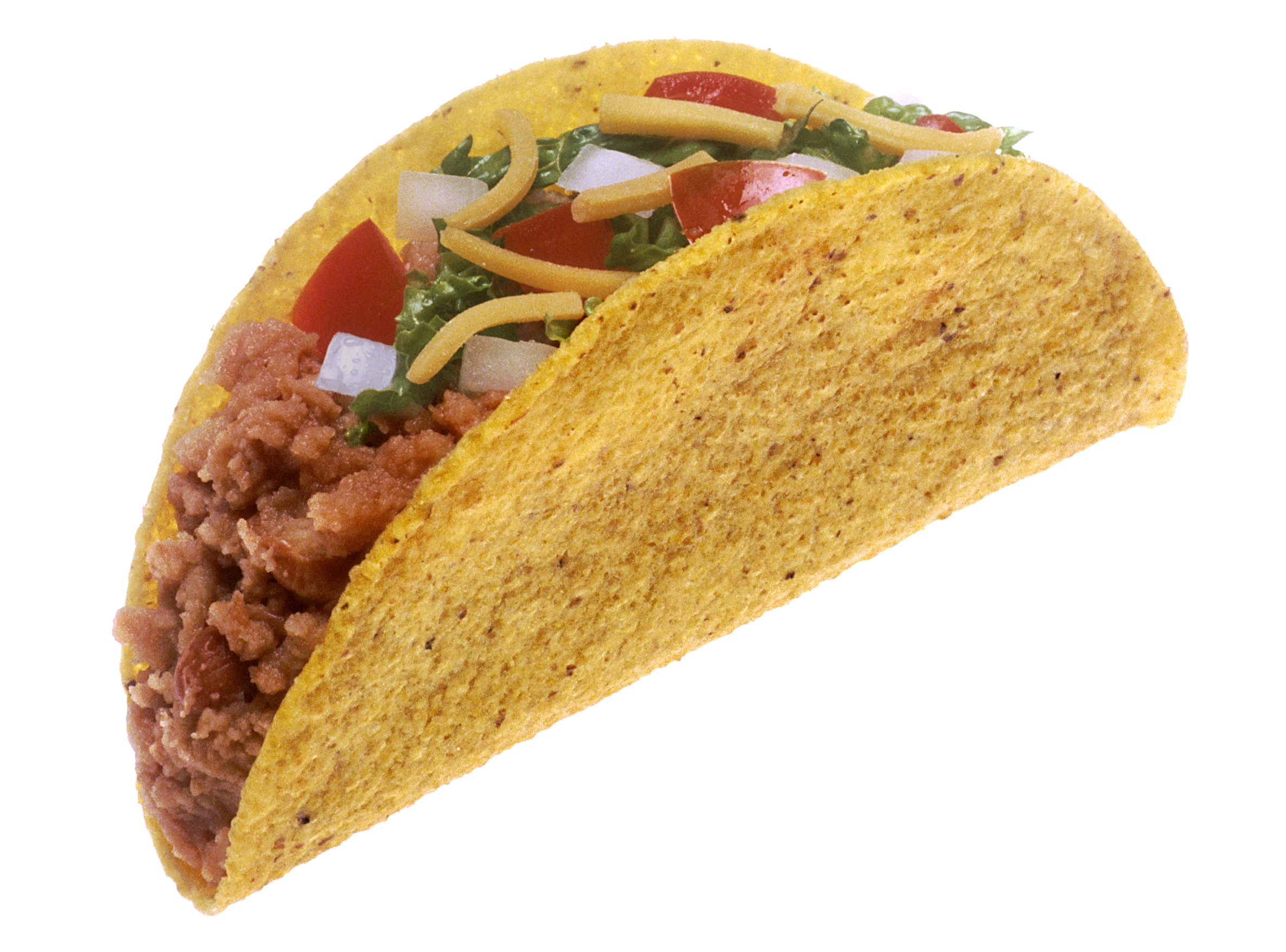
ハードタコ
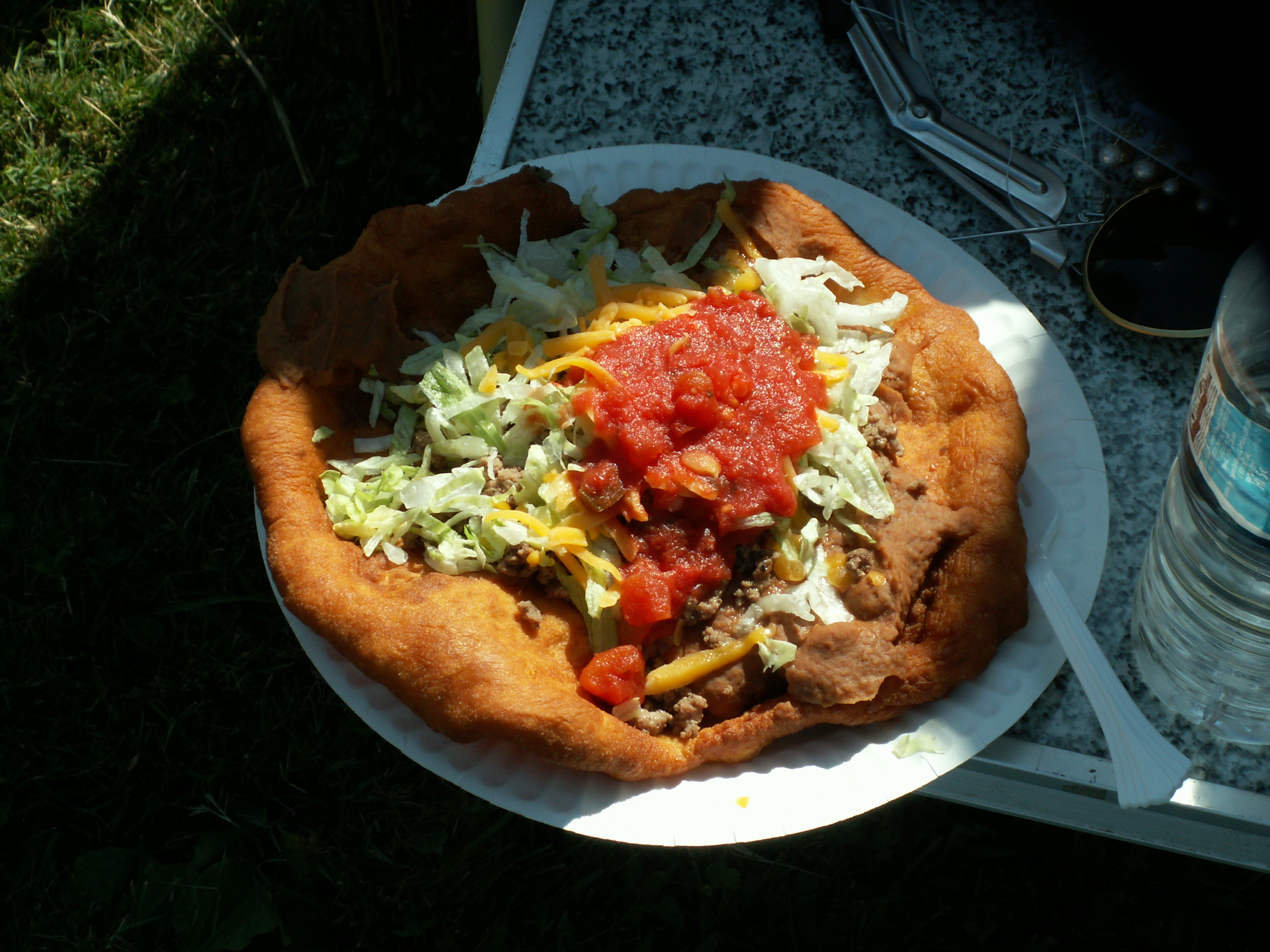
インディアン・タコ
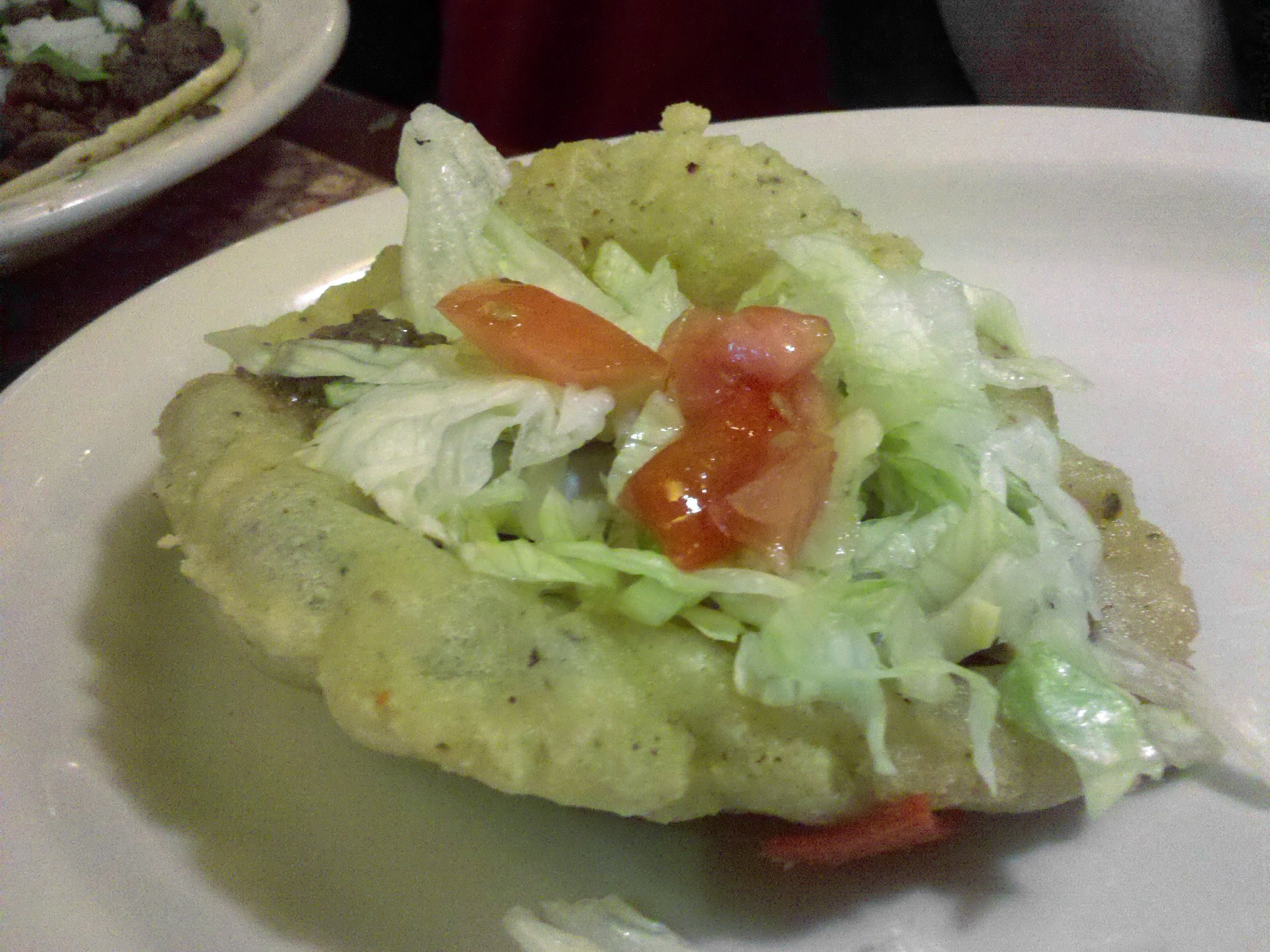
パフィ・タコ
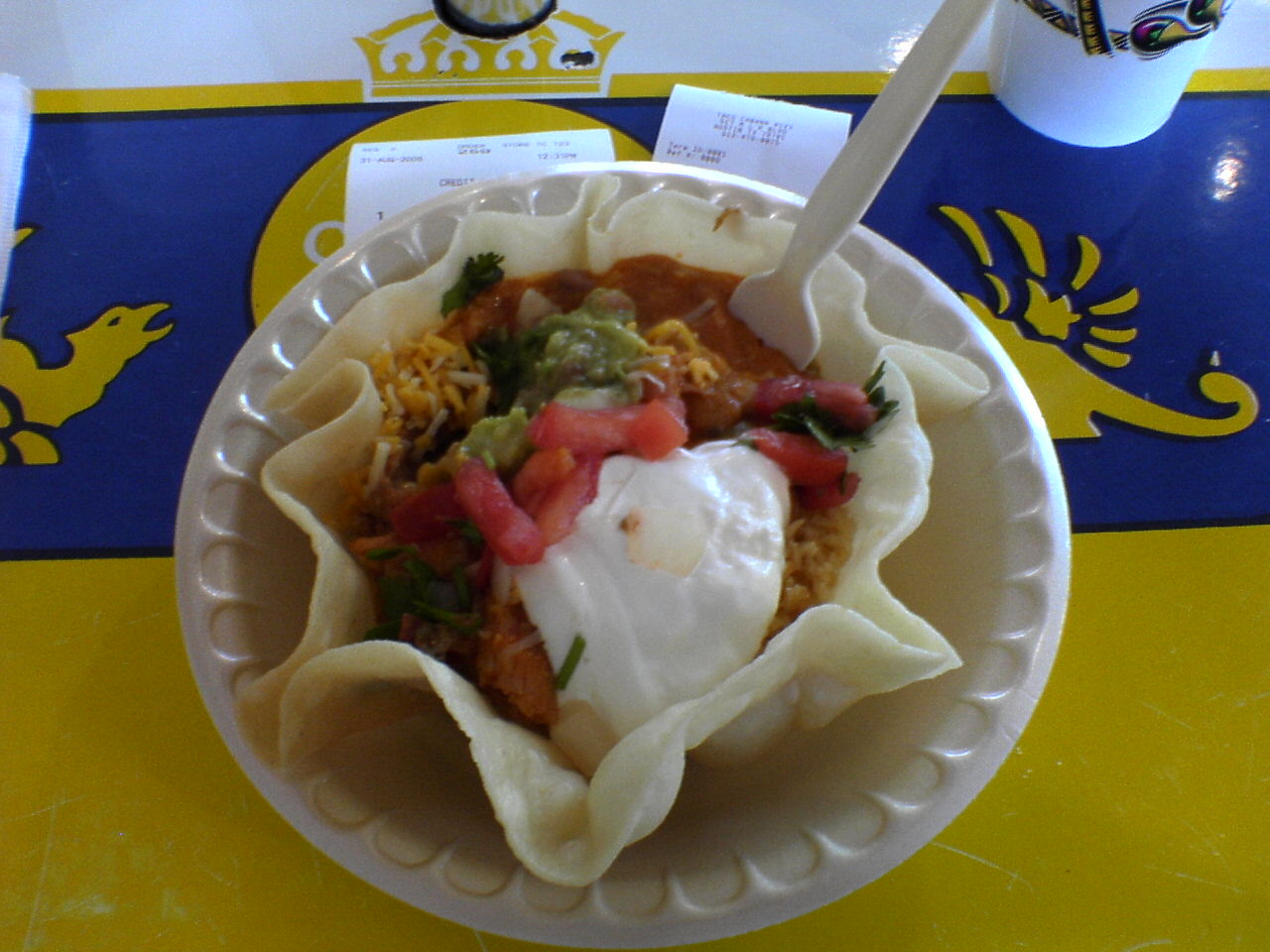
タコサラダ

## 歴史

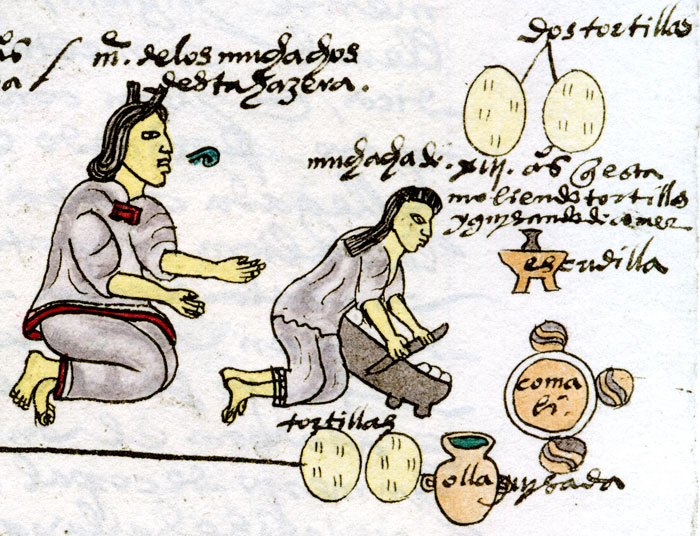
母が娘にトルティーヤの作り方を教える様子

およそ6,000年前にメキシコ中央高原の農耕集落の先住民は、携帯食としてトルティーヤを食していた。その中にフリホーレス（塩茹でしたいんげん豆）や、チレ（唐辛子）などをはさんで食べていたことが、タコスの起源と言われている。
その後、トルティーヤを主食とするタコスを含むメキシコ料理はマヤ文明・アステカ文明と古代先住民族の食文化を支え、その人々の主食のようなものとなった。彼らは、トルティーヤをまず手に広げ、そのまま肉や野菜や魚を掴んで丸めて食べていた。女たちはトルティーヤを家で作り畑で働く男たちに持たせ、男たちは畑仕事の合間に簡単に肉や魚を焼き、トルティーヤに包んで食べていた。その頃は具材として豆や野うさぎ、七面鳥、昆虫などを包み込んでいた。
1519年のスペインの入植後、元々メキシコにはなかった豚や牛、羊など様々な食材が具材として使われはじめ、それらがアメリカの料理と融合し、現在に至る。

## 外食産業とタコス

### アメリカのファーストフードチェーン

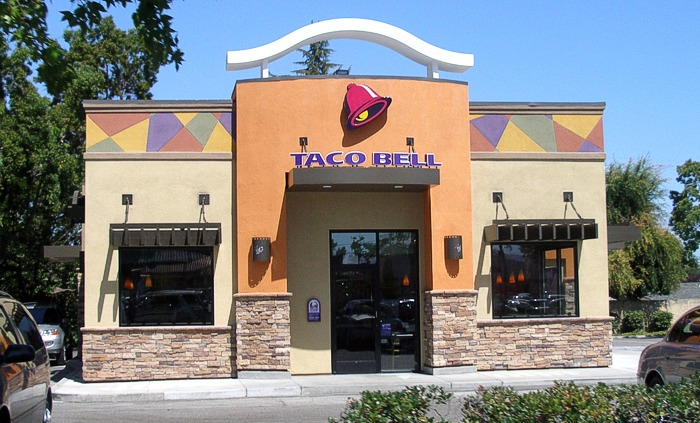
タコベルの店舗（カリフォルニア州サニーベール）
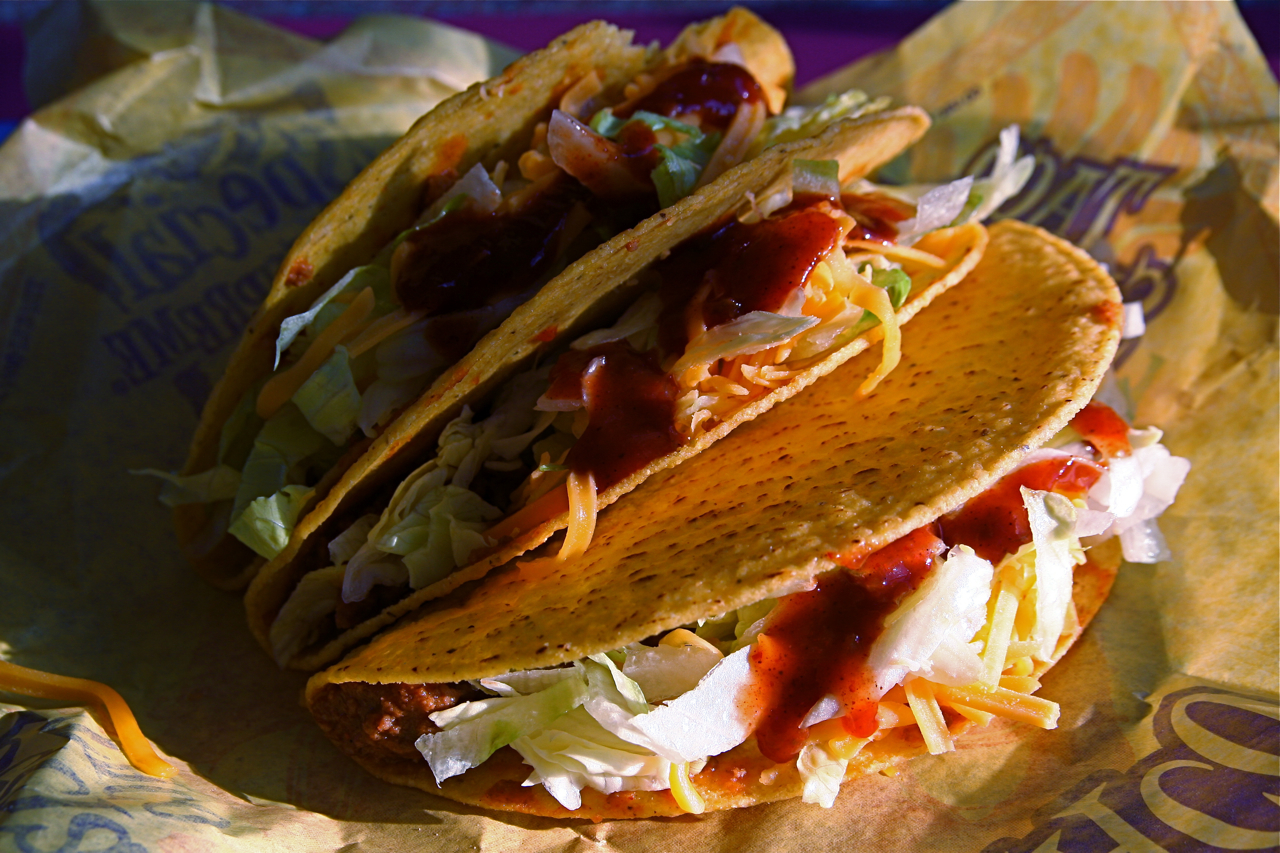
タコベルで提供されているタコス
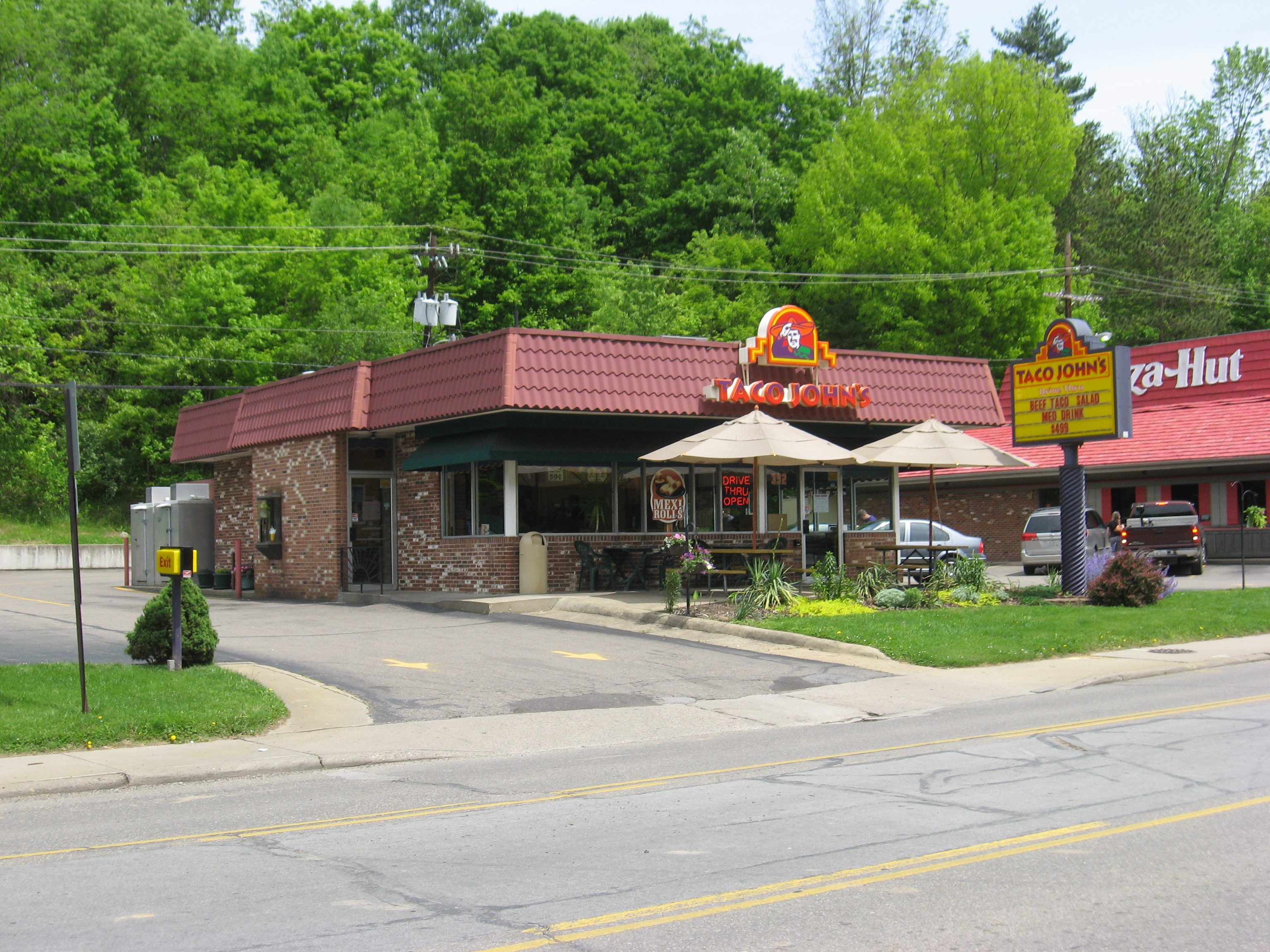
タコ・ジョンズの店舗（オハイオ州アセンズ）

タコベル、タコ・ジョンズ、デルタコという3つのタコスの大手ファーストフードチェーンが全国的に展開しており、特にタコベルはマクドナルド、ケンタッキーフライドチキンに次ぐ規模である。また、テクス・メクス料理のレストランのほとんどがタコスを提供している。
タコベルでは、タコスの形に折り曲げた甘いウエハースにバニラアイスクリームを詰め、チョコレートでコーティングした菓子「チョコ・タコ」が販売されている。

### 日本
都市部のメキシコ料理店を中心に提供されている。また近年はタコスキットやトルティーヤ、サルサといったタコスの材料となる食材や調味料が、デパートや海外の食材を扱うスーパーマーケット、あるいはネット通販などで販売されるようになってきているが、ハンバーガー、ピザ、パスタ（スパゲティ）などといった他の欧米発祥の料理と比べると日常的な料理ではない。アメリカ経由で日本に伝わった経緯もあり、アメリカ式のハードタコスを提供する店が殆どだったが、近年は本場メキシコ式のソフトなタコスを提供する店も増えてきている。
かつてはアメリカの大手チェーンが展開したことがあったものの、2014年時点では在日米軍基地内などを除き、日本国内で展開している外資系ファーストフードチェーン店は皆無であった。2015年4月にタコベルが再進出し、渋谷に1号店をオープンさせた。また、国内の新興チェーン店としては、関東圏ではTaco Derio!（タコデリオ）（タコス好きという設定のキャラクターが登場する漫画・アニメ作品『咲-Saki-』とのコラボレーションキャンペーンが行われたことがある）やPoca Tacos（ポカタコス）、中部圏ではJERRY'S UNO（ジェリーズ・ウノ）などがある。いずれも展開している店舗数は数店程度と、アメリカの大手チェーン（特にタコベルはアメリカ本土だけで6500店以上を展開する）とは比較にならないほど小規模なものである。
また大手ファミリーレストランでは、かつてロイヤルホストが「メキシカンタコス」の商品名で、アメリカンスタイルのハードシェルタコスを提供していたが、現在ではレギュラーメニューから姿を消している。また、ゼンショーグループのココスジャパンが展開するココスでは、「カリフォルニア“タコサラダ”」や「メキシカンケサディーヤ」といったタコス風料理が提供されている。同社が展開するメキシカンレストラン「エルトリート」（関東地方に数店しか展開されていない）では、アメリカ本国と変わらない本格的なタコスが提供されている。なお、エルトリートはカリフォルニア発祥のレストランなので、タコスも含め提供されているのはあくまでもアメリカ式・アメリカ風にアレンジされたメキシコ料理である。 
一方、戦後30年近くアメリカの統治下に置かれた沖縄県ではタコスが日常的に食べられており、多数の専門店や喫茶店、パーラーのメニューとして広く親しまれている。歴史的経緯もあってアメリカ風のタコスがほとんどであるが、柔らかめのシェルの揚げ加減に沖縄独自の特徴がみられる。また、1980年代にはトルティーヤの代わりに米飯を用いたタコライスが考案されている。
なお、メキシコ市と姉妹友好都市の関係にある愛知県名古屋市の小学校の学校給食では、タコスやタコス風の料理が出されることがある。